# Bahnhof Berlin-Tempelhof
Der Bahnhof Berlin-Tempelhof ist ein Umsteigebahnhof im Berliner Ortsteil Tempelhof. Der S-Bahnhof der südlichen Ringbahn befindet sich auf einem Bahndamm an der Kreuzung des Tempelhofer Damms mit der Bundesautobahn 100, etwa einen Kilometer südlich der Empfangshalle des Flughafens Tempelhof. Unterirdisch wird hier die Ringbahn von der in Nord-Süd-Richtung verlaufenden U-Bahn-Linie U6 gekreuzt, sodass an dieser Stelle ein U-Bahnhof gebaut wurde.

## Geschichte

### Ringbahnhof
Ein erster oberirdischer Bahnhof entstand mit dem Bau der Ringbahn im Jahr 1871. Ursprünglich befand er sich etwas weiter westlich des heutigen Bahnhofs, wurde aber 1895 an den Tempelhofer Damm (damals: Berliner Straße) verlegt, um damit einen damals dort bestehenden Stützpunkt des Garde-Train-Bataillons besser an das Schienennetz anzubinden. Dabei erhielt der Ringbahnhof eine Bahnsteigüberdachung mit gusseisernen Säulen der Wannseebahn-Bauform.
Um 1905 wurde am westlichen Ende des Ringbahnsteigs ein Brückenstellwerk errichtet, in dem zunächst das Stellwerk TF für die östliche Ausfahrt des Güterbahnhofs untergebracht waren. Um 1928 wurde das Brückenstellwerk erweitert, um Platz für das Stellwerk Tr für die östliche Ausfahrt der Betriebswerkstatt der S-Bahn zu schaffen. Dieses Brückenstellwerk besaß zusätzlich eine Fachwerkbrücke über den Gleisen des Güterbahnhofs, auf denen Formsignale aufgesetzt waren.
Im Jahr 1928 wurden die Personenverkehrsgleise der Ringbahn elektrifiziert und 1930 in das System der Berliner S-Bahn eingegliedert. In diesem Zusammenhang entstanden in unmittelbarer Nähe nach Entwürfen von Richard Brademann ein Gleichrichterwerk, das S-Bahn-Betriebswerk Papestraße, das Stellwerk Tat an der westlichen Ausfahrt des S-Bahn-Betriebswerks und ein Ersatzbau für das Stellwerk Twt an der westlichen Ausfahrt des Güterbahnhofs.
Nach dem Mauerbau 1961 kam es in West-Berlin aus Protest gegen diesen zum S-Bahn-Boykott, womit Druck auf die DDR-Regierung ausgeübt werden sollte, die über die Deutsche Reichsbahn das Berliner S-Bahn-Netz kontrollierte. Das führte zu einem extrem starken Rückgang der Fahrgastzahlen der S-Bahn.
Nach einem Streik der West-Berliner S-Bahner 1980 kam es als Folge dessen zur Stilllegung einer großen Zahl von S-Bahn-Strecken im Territorium. So wurde auch der West-Berliner Teil der Ringbahn – und damit auch der S-Bahnhof Tempelhof – im September 1980 außer Betrieb genommen. Der U-Bahnhof blieb weiterhin in Betrieb, allerdings ohne den Zusatz Südring in seinem Namen. Erst nach der deutschen Wiedervereinigung wurde der Personenverkehr auf dem Berliner S-Bahn-Ring schrittweise reaktiviert. Pläne dafür erarbeitete der damalige Senat allerdings schon vor dem Fall der Berliner Mauer. Der S-Bahnhof Tempelhof wurde am 17. Dezember 1993 mit der Wiedereröffnung der Südringstrecke Baumschulenweg–Westend wieder in Betrieb genommen und ist seitdem wieder eine Umsteigestation zwischen der S- und U-Bahn.
Am S-Bahnsteig erfolgt die Zugabfertigung durch den Triebfahrzeugführer mittels Führerraum-Monitor (ZAT-FM).

### U-Bahnhof

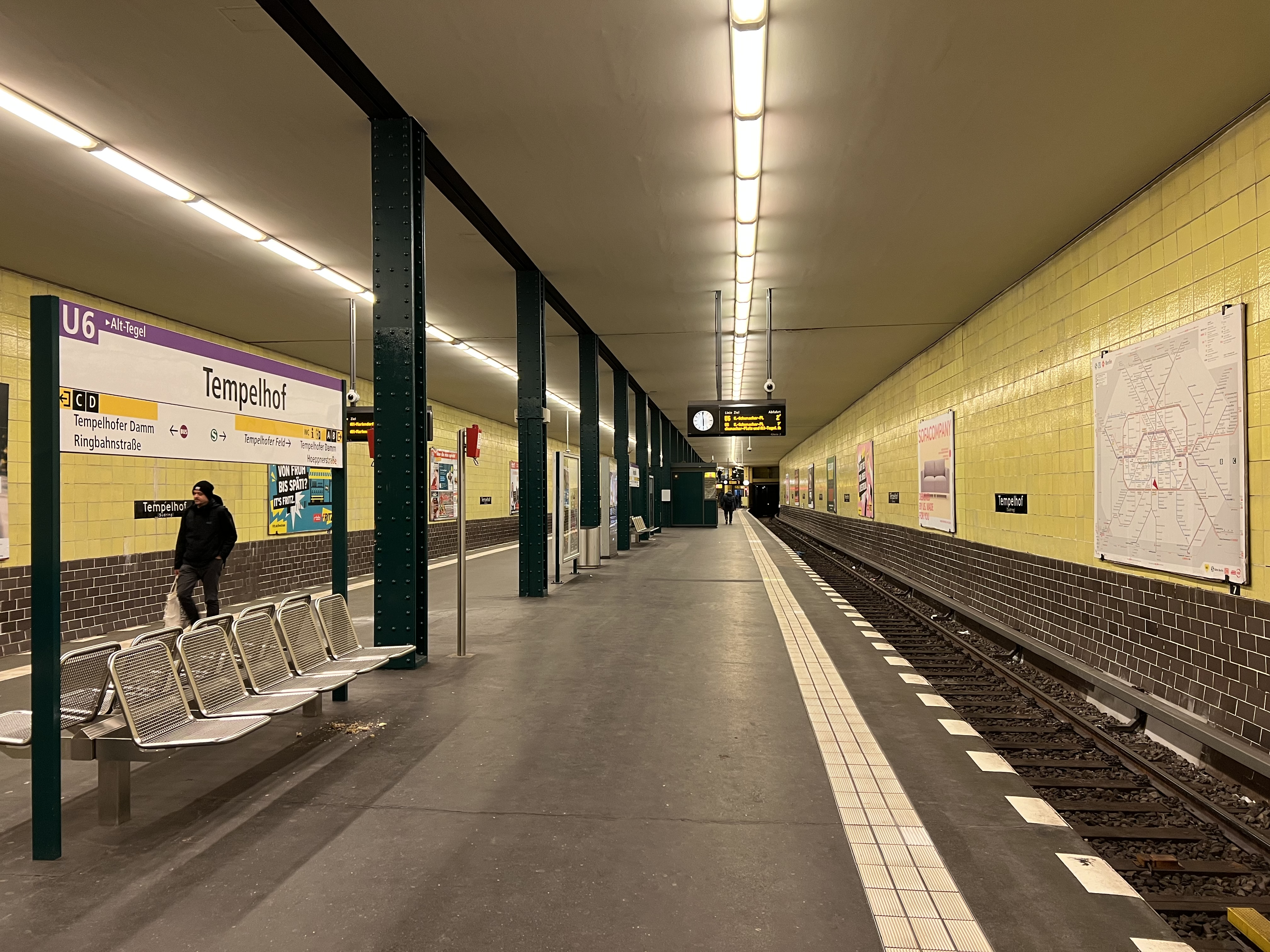
U-Bahnhof Tempelhof (Südring)

Am 22. Dezember 1929 wurde unter dem Tempelhofer Damm südlich der Ringbahn ein U-Bahnhof eröffnet, mit dem erstmals in Berlin eine direkte Umstiegsmöglichkeit zwischen S- und U-Bahn in einem gemeinsamen Zugangsbauwerk geschaffen wurde. Der U-Bahnhof Tempelhof (Südring) und das Zugangsbauwerk entstanden nach Entwürfen des Architekten Alfred Grenanders und waren Vorbild für ähnliche Anlagen wie z. B. am Bahnhof Neukölln.
Die Wiederherstellung des nordöstlichen Zugangs vom U-Bahnhof Tempelhof zum seit Mai 2010 wieder für die Öffentlichkeit zugänglichen Tempelhofer Feld ist vom Land Berlin bestellt und sollte bis zum Jahr 2020 erfolgen. Auch vom S-Bahnsteig ist ein zusätzlicher Ausgang auf der Ostseite des Tempelhofer Damms geplant. Hierfür soll – zusammen mit der anstehenden Sanierung der Bahnbrücken – eine Personenüberführung am nördlichen Gleis entstehen. Ein Umsetzungstermin steht noch nicht fest.

## Anbindung
Der Bahnhof wird von den Linien S41, S42, S45 und S46 im Zuge der Ringbahn sowie der Linie U6 der U-Bahn bedient. Es bestehen Umsteigemöglichkeiten zu den Omnibuslinien 140 und 184 der BVG.
| Linie | Verlauf | Takt in der HVZ |
| ----- | --- | --------------- |
| ↻ ↺   | Gesundbrunnen – Schönhauser Allee – Prenzlauer Allee – Greifswalder Straße – Landsberger Allee – Storkower Straße – Frankfurter Allee – Ostkreuz – Treptower Park – Sonnenallee – Neukölln – Hermannstraße – Tempelhof – Südkreuz – Schöneberg – Innsbrucker Platz – Bundesplatz – Heidelberger Platz – Hohenzollerndamm – Halensee – Westkreuz – Messe Nord/ZOB – Westend – Jungfernheide – Beusselstraße – Westhafen – Wedding – Gesundbrunnen \|\| 05 min                                                           |                 |
|       | Südkreuz – Tempelhof – Hermannstraße – Neukölln – Köllnische Heide – Baumschulenweg – Schöneweide – Johannisthal – Adlershof – Altglienicke – Grünbergallee – Schönefeld (bei Berlin) – Waßmannsdorf – Flughafen BER \|\| 20 min |                 |
|       | Westend – Messe Nord/ZOB – Westkreuz – Halensee – Hohenzollerndamm – Heidelberger Platz – Bundesplatz – Innsbrucker Platz – Schöneberg – Südkreuz – Tempelhof – Hermannstraße – Neukölln – Köllnische Heide – Baumschulenweg – Schöneweide – Johannisthal – Adlershof – Grünau – Eichwalde – Zeuthen – Wildau – Königs Wusterhausen \|\| 20 min |                 |
|       | Alt-Tegel – Borsigwerke – Holzhauser Straße – Otisstraße – Scharnweberstraße – Kurt-Schumacher-Platz – Afrikanische Straße – Rehberge – Seestraße – Leopoldplatz – Wedding – Reinickendorfer Straße – Schwartzkopffstraße – Naturkundemuseum – Oranienburger Tor – Friedrichstraße – Unter den Linden – Stadtmitte – Kochstraße – Hallesches Tor – Mehringdamm – Platz der Luftbrücke – Paradestraße – Tempelhof – Alt-Tempelhof – Kaiserin-Augusta-Straße – Ullsteinstraße – Westphalweg – Alt-Mariendorf \|\| 04 min |                 |

## Güterbahnhof

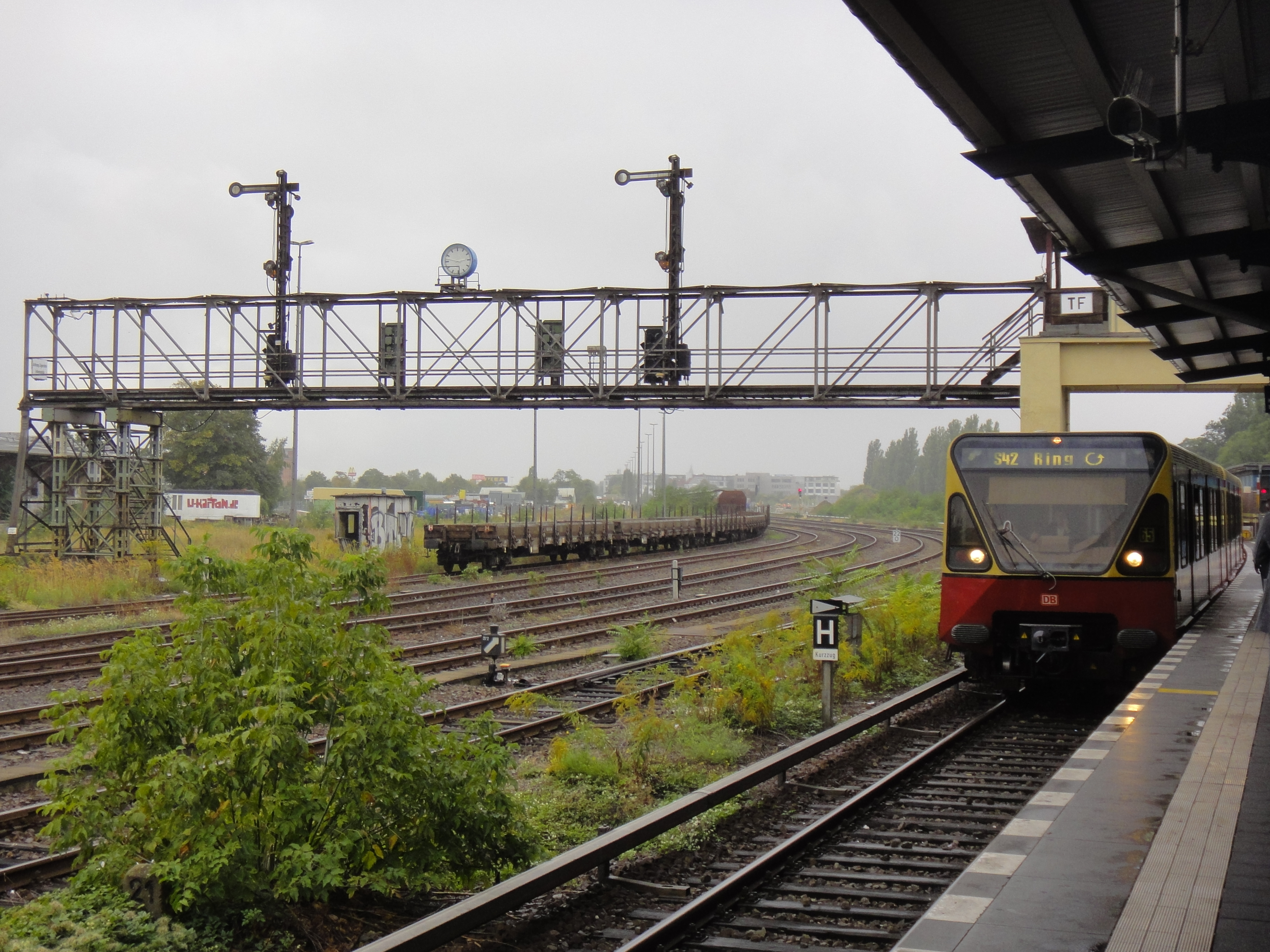
Güterbahnhof mit Signalbrücke, 2013

Südlich des S-Bahnhofs verlaufen die Gütergleise der Ringbahn. Hier beginnt der Güterbahnhof Tempelhof, der sich nach Westen bis zum Abzweig zur Dresdener Bahn in Höhe der Alboinstraße erstreckt. Markant war die Signalbrücke des Stellwerks TF an seinem Ostkopf, die sich durch eine seltene Kombination von Licht- und Formsignalen auszeichnete.
Die zwischen Ringbahngleisen und Stadtautobahn gelegene rund 39.400 m² große Fläche des Güterbahnhofs ist seit September 2012 keine Eisenbahn-Betriebsfläche mehr.
Im Zuge der Wiederinbetriebnahme der Gütergleise auf dem Südring zwischen Tempelhof und Halensee im Jahr 2016 wurde der Güterbahnhof Tempelhof an ein elektronisches Stellwerk angeschlossen und mit neuen Ks-Signalen ausgestattet. Gleichzeitig ist der Gleisplan durch Aufgabe einiger Nebengleise vereinfacht worden. Das Stellwerk Tempelhof (TF) und die Signalbrücke gingen im August 2016 außer Betrieb, im Anschluss wurde die Signalbrücke abgebrochen.